# Periegops
Periegops là một chi nhện trong họ Periegopidae. Chi này ban đầu được xem là thành viên của Sicariidae hoặc Segestriidae cho đến khi Raymond Forster nâng thành họ năm 1995.

## Mô tả
Các loài Periegops có 6 mắt, không giống như các loài nhện khác có 8 mắt. Con trưởng thành P. suteri dài khoảng 8 mm.

## Các loài
- Periegops australia Forster, 1995 — Australia (Queensland)
- Periegops keani Vink, Dupérré & Malumbres-Olarte, 2013 — New Zealand (North Island)[4]
- Periegops suterii (Urquhart, 1892) — New Zealand (South Island)